# 特奥多尔·克尔纳

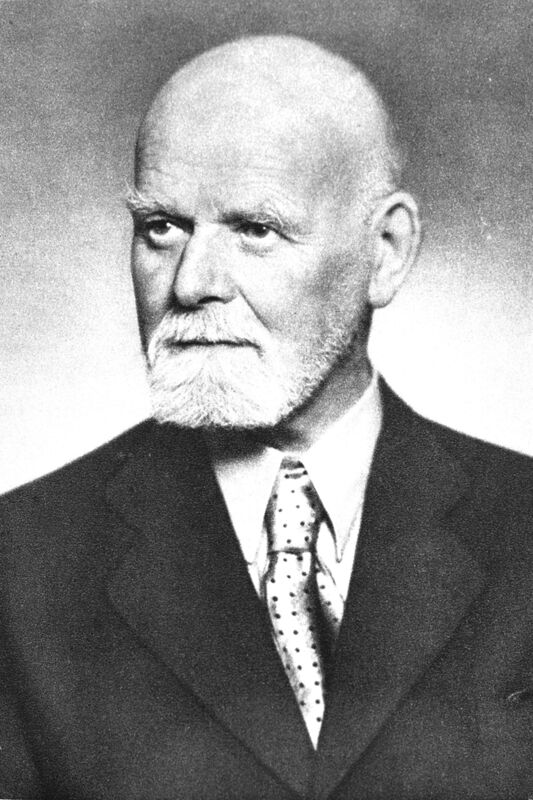
提奥多尔·科尔纳

特奥多尔·克尔纳（德語：Theodor Körner，發音：[ˈteːoˌdoːɐ̯ ˈkœʁnɐ] ⓘ；1873年4月23日—1957年1月4日）曾是奥地利軍官，后成为奥地利社会民主党政治人物。他曾在1945年至1951年间任维也纳市长，亦曾在1951年至1957年间任奥地利总统。